# Nguyễn Quán Nho
Nguyễn Quán Nho (1638 – 1708) là quan nhà Lê trung hưng trong lịch sử Việt Nam.

## Xuất thân
Nguyễn Quán Nho là người làng Đông Triều, xã Vãn Hà, huyện Thụy Nguyên, thuộc nội trấn Thanh Hoa thời Lê trung hưng (sau Cách mạng Tháng Tám là làng Dương Hòa, xã Thiệu Hưng, nay thuộc tiểu khu 5, thị trấn Thiệu Hóa, huyện Thiệu Hóa, tỉnh Thanh Hóa, Việt Nam).
Nguyễn Quán Nho sinh ngày 2 tháng 10 năm 1638 (Mậu Dần), thuộc đời thứ sáu của dòng họ Nguyễn Quán. Cha ông là Nguyễn Quán Hoàn, mất sớm khi Nguyễn Quán Nho còn nhỏ. Mẹ là Trịnh Thị Phúc quê ở làng Bồng Thượng, huyện Vĩnh Lộc.

## Sự nghiệp
Năm 1657, ông tham gia thi Hương và đỗ Hương cống.
Năm 1659, ông thi Hội đỗ tam trường và được tuyển vào làm việc trong triều.
Năm 1667 đời Lê Huyền Tông, ông đỗ đồng tiến sĩ khoa Đinh Mùi, lúc 30 tuổi.
Năm 1672, ông được bổ làm Đô đốc liên tỉnh Hải Dương - Yên Quảng.
Trong các năm từ 1674 đến 1681, ông đã bốn lần tham gia vào phái đoàn của triều đình Lê - Trịnh đi công cán sang nhà Thanh.
Năm 1684, ông được bổ nhiệm làm Phó đô ngự sử. Đầu năm 1691, ông được thăng làm Tả thị lang bộ Lại. Cuối năm 1692, ông được kiêm thêm chức Đô ngự sử.
Sang năm 1693, Nguyễn Quán Nho được thăng làm Thượng thư bộ Binh rồi cùng Thượng thư bộ Hình là Lê Hy vào phủ chúa Trịnh làm Tham tụng. Năm 1694, ông đã cùng Lê Hy dâng tờ khải xin thi hành 6 điều mà hai ông đã kiến nghị như kiểm tra lại mốc giới ruộng đất, chỉnh đốn việc xử kiện, việc khảo công quan lại... và đã được chúa Trịnh phê chuẩn thi hành. Ông ở ngôi tể tướng 5 năm, làm việc giản dị, không giấu giếm.
Năm 1696, triều đình tổ chức thi cho các quan. Chúa Trịnh Căn triệu ông vào nghĩ đề bài và dặn giữ bí mật. Ông nói chuyện với người khác, đề thi bị lộ ra. Trịnh Căn giận dữ giáng ông xuống làm Tả thị lang bộ Binh. Sau đó Đô ngự sử Nguyễn Quý Đức cũng bị giáng chức, Trịnh Căn lại điều ông thay Quý Đức làm Đô ngự sử. Ông đảm nhận công việc Đô ngự sử trong 7 năm.
Năm 1702, ông được phục ngôi Tể tướng, Thượng thư bộ Lễ, coi việc tòa Trung thư, tước Hương Giang bá. Ông cùng Lê Hy làm Tể tướng, nhưng Lê Hy nghiêm khắc còn Nguyễn Quán Nho khoan dung hơn, nhiều người được nhờ cậy. Vì vậy đương thời có câu ca dao:
Thượng thư Lê Hy, thiên hạ sầu bi, Tể tướng Vãn Hà, thiên hạ âu ca.
Sách Đại Nam quốc sử diễn ca cũng ghi: 
Bởi ai thiên hạ âu ca.
Chẳng quan Tham tụng Vạn Hà là chi.
Năm 1707, Nguyễn Quán Nho về hưu. Ngày 12 tháng 8 năm 1708, ông qua đời, thọ 71 tuổi.

## Ghi công
Tên của ông được ghi trên bia số 44 Văn bia đề danh tiến sĩ khoa Đinh Mùi niên hiệu Cảnh Trị năm thứ 5 (1667) tại Văn Miếu – Quốc Tử Giám (Hà Nội).
Sau khi qua đời, Nguyễn Quán Nho được truy tặng là Thượng thư bộ Lại, tước Quận công, đồng thời phong là phúc thần và giao cho dân địa phương thờ phụng.
Nhà thờ cùng với khu mộ Nguyễn Quán Nho tại thị trấn Thiệu Hóa đã được công nhận là di tích lịch sử cấp quốc gia từ năm 1993. Dòng họ Nguyễn Quán cũng lưu giữ được bức họa chân dung Nguyễn Quán Nho được một họa sĩ Trung Quốc vẽ trong một lần đi sứ.
Hiện nay tại xã Thiệu Quang (huyện Thiệu Hóa, tỉnh Thanh Hóa) có một trường trung học phổ thông mang tên Nguyễn Quán Nho.

## Những câu chuyện lưu truyền

### Học theoMạc Đĩnh Chi
Nhà nghèo, cha mất sớm nhưng thuở nhỏ Nguyễn Quán Nho rất ham học. Lúc theo mẹ đi làm thuê cho nhà giàu, ông áp tai vào vách nhà để nghe lỏm lời thầy giảng và lấy que củi vạch chữ lên nền đất. Về nhà ông học bài bằng cách lấy que vạch chữ trên thân cây xương rồng, trên lá chuối. Về đêm, ông bắt đom đóm bỏ vào quả cà đã khoét ruột hoặc vỏ trứng để học bài.

### Chàng Cháy
Nhà nghèo nên phải nấu cơm bằng nồi đất nhưng loại nồi này hay vỡ, ông phải thường xuyên mượn nồi của hàng xóm để nấu cơm. Hàng xóm thương tình nên thường để lại ít cơm cháy trong nồi khi cho mượn. Sau này dân làng gọi đùa ông là Chàng Cháy.

### Quan trạng vớt bèo
Ngày Nguyễn Quán Nho vinh quy bái tổ về làng, mặc cho các quan lại hàng tổng hàng huyện chuẩn bị đón rước, mẹ ông vẫn bình thản ra ao làng vớt bèo về nuôi lợn. Khi lý trưởng mời bà về dự lễ rước quan trạng, bà nói rằng:
- Nó thi đỗ là việc của nó sao lại phải đón rước, tôi đang bận vớt bèo!
Nguyễn Quán Nho nghe kể lại, vội cởi áo mũ, cởi giày, xắn quần ra ao làng cầm gậy vớt đầy rổ bèo đem về nhà rồi mời mẹ ra đình làng làm lễ. Đến nay làng Dương Hòa còn lưu truyền câu ca Vinh quy bái tổ sau rổ bèo đầy.

### Đùm tro áo lụa
Nguyễn Quán Nho trong thời làm quan ở Ninh Bình, vì việc công bận bịu không về thăm mẹ được nên nhân ngày Tết mới gom góp tiền bổng lộc sắm cho mẹ già chiếc áo lụa và sai lính đem về. Mẹ ông giở ra thấy tấm áo quý chưa từng được mặc, nhưng lại tỏ ra không vui vì nghĩ đây là của bất chính. Bà nói Bổng lộc của quan là dầu mỡ của dân hay sao, rồi bà đốt tấm áo, gói nắm tro gửi lại cho quan nghè. Khi mở ra, Quán Nho hiểu thâm ý của mẹ, suốt đời ông đã sống thanh liêm, không bòn rút của dân lành.
Khi ông mất, dân quê ông khóc thương ông:
Chàng về Vạn Vạc chàng ơi.
Con chàng bỏ đói ai nuôi cho chàng.